# Mein Führer
Mein Führer es una película escrita y dirigida por Dani Levy y protagonizada por Helge Schneider y Ulrich Mühe. Considerada como una sátira sobre el nazismo y en tono de comedia, la película de producción alemana fue estrenada en 2009.

## Sinopsis
En un Berlín destruido por los bombardeos aliados, Hitler (Helge Schneider) se halla aislado y triste, decaído por la derrota que se anuncia inminente. Goebbels (Sylvester Groth) pretende dar un golpe de efecto preparando al dictador para un último discurso con una puesta en escena llevada a cabo por Leni Riefenstahl, pero en la única persona que el Führer confiaría para su entrenamiento sería su antiguo profesor judío de interpretación, Grünbaum (Ulrich Mühe). Goebbels lo traslada en secreto a él y a su familia desde el campo de concentración de Sachsenhausen a la cancillería del Reich. En solo cinco días Grünbaum tiene la misión de volver a poner al Führer en forma de nuevo.